# OCuLink
OCuLink steht für „Optical Copper Link“ („Optische Kupferverbindung“) und ist eine Schnittstelle für den PCI-Express-Standard. Sie wurde von der PCI-SIG, dem Gremium zur Standardisierung und Normung der PCI-Schnittstelle, entwickelt. Die Schnittstelle basiert auf einer elektrischen und/oder optischen Signalübertragung und ist für das günstige Anbinden externer PCIe-Erweiterungen an Computer, Laptops und ähnlichen Geräten vorgesehen.

## Motivation
Im Jahre 2012 wollte die PCI-SIG einen Standard für kabelbasierte PCIe Geräte schaffen, der unabhängig von Intel und Apple ist. Man sah die Entwicklung somit als direkte Konkurrenz von Thunderbolt an.

## Weiterentwicklungen

### OCuLink 1
Veröffentlicht 2015, bietet er bis zu PCIe 3.0 x4 Lanes (8 GT/s*, 3,9 GB/s) via Kupferkabel.

### OCuLink 2
Veröffentlicht 2017 mit einem neuen Anschluss, der dem Standard-DisplayPort-Anschluss ähnelt, bietet er PCIe 4.0 x4 Lanes (bis 16 GT/s*, 8 GB/s) via Kupferkabel.

## Anwendung
Durch seine Spezifikation wird OCuLink vor allem für die Anbindung von Geräten verwendet, die höchste Übertragungsgeschwindigkeiten benötigt. Vor allem für kleine Geräte wie Laptops, Handhelds oder Mini-PCs ist OCuLink eine schnellere Variante zu USB4 (V1) oder Thunderbolt 4. USB4 V2 und Thunderbolt 5 können hier mit höherer Geschwindigkeit aber wieder konkurrieren.

### Laptops
Aktuell (November 2023) gibt es keine verbreiteten Laptops mit OCuLink-Anschluss.

### Handhelds
Das GPD WIN 4 bietet den Anschluss für eine eGPU.

### Mini-PCs
Minisforum bietet ab Dezember 2023 einen Mini-PC, den UM780 XTX, OCuLink.

Minisforum bietet inzwischen (Stand Mai 2024) auch einen zweiten Mini-PC (AtomMan X7 Ti) mit OCulink an.

Des Weiteren wird ein Grafikkarten-Dock (DEG1 OCulink eGPU Dock) angeboten, der sich ausschließlich mit OCulink anbinden lässt.
Dock unterstützt beliebige Grafikkarten (x16 Slot) mit PCIe4 x4 Geschwindigkeit.

### Motherboards
Asrock, Asus und Gigabyte haben entsprechenden Anschluss auf Motherboards bereits ausgestattet, diese sind aber nicht sehr verbreitet. Meist als Workstation-Variante.

### NVMe Laufwerke
Kaum ein Hersteller bietet aktuell (November 2023) OCuLink-Verbindungen für Laufwerke an, ICY DOCK erwähnt den Anschluss für externe Anbindung.

### eGPU
Die GPD G1 bindet seit 2023 eine AMD Radeon RX 7600M XT per OCuLink an.